# 광양제철중학교 축구부
광양제철중학교 축구부는 광양제철중학교의 축구부로 전남 드래곤즈의 U-15팀이다.

## 같이 보기
- 광양제철중학교
- 전남 드래곤즈
- 광양제철고등학교 축구부
- 광양제철중학교 축구부